# Statul Kebbi
Kebbi este un stat  în Nigeria. Reședința sa este orașul Birnin Kebbi.